# Рагби клуб По
По (енгл. Section Paloise Béarn Pyrénées) је француски рагби јунион клуб из града По у југозападној Француској у региону Аквитанија који се такмичи у Топ 14. Боје ове екипе су зелена и бела, По је 3 пута у 20. веку освајао титулу шампиона Француске, а 2000. освојио је челинџ куп. Најзвучније име у екипи По је искусни новозеланђанин Конрад Смит, који игра на позицији другог центра. Међу познатим рагбистима који су играли за По су Иманол Харинордокој, Рајан Смит, Маријус Тинчу... 
- Куп европских изазивача у рагбију

- Освајач (1) : 2000.

- Топ 14

- Шампион (3) : 1928, 1946, 1964.

Први тим
Чарли Мели
Метју Ацебес
Ватисони Воту
Демијен Треил
Конрад Смит
Колин Слејд
Сантијаго Фернандез
Таниела Моа
Џејмс Кофлан
Педи Батлер
Жулијен Пјер
Крис Кинг
Томас Бианчин
Винсент Кампо
Џофри Мојс
Камерон Пирс
Демијен Февре
Брис Монзеглио
Брендон Фајардо
Симон Бонет
Марика Вунибака
Метју Ацебес
Жулијен Фумат
Симон Бонет
Семјуел Маркес